# Gare de Kvam
La gare de Kvam est une gare ferroviaire de la ligne de Dovre. La gare se trouve dans le village de Kvam, commune de Nord-Fron. Elle se situe à 276,57 km d'Oslo. La gare est desservi par seulement deux trains par jour.